# تشكل قصر متليلي
تشكل قصر متليلي هو تكوين جيولوجي في شرق جبال الأطلس، ويرجع تاريخه إلى عهد الثيونيان والبرياسيان . تبلغ مساحتها حوالي 80 متر (260 قدم). وتتكون أساسًا من الحجر الطيني والحجر الرملي ، مع طبقات جيرية رقيقة.  واحدة من هذه الطبقات الجيرية بالقرب من منتصف التسلسل هي موقع مهم للفقاريات الدقيقة.  بعد الموقع الأصلي ، تم أخذ عينات من عدة مواقع أخرى. يُعتقد أن البيئة الترسيبية قريبة من شاطئ دلتا . 

## المحتوى الأحفوري

### البرمائيات
| البرمائيات من تكوين قصر متليلي | البرمائيات من تكوين قصر متليلي | البرمائيات من تكوين قصر متليلي | البرمائيات من تكوين قصر متليلي | البرمائيات من تكوين قصر متليلي | البرمائيات من تكوين قصر متليلي | البرمائيات من تكوين قصر متليلي |
| جنس                            | محيط                           | موقع                           | الموقف الطبقي                  | وفرة | ملاحظات                        | الصور                          |
| ------------------------------ | ------------------------------ | ------------------------------ | ------------------------------ | --- | ------------------------------ | ------------------------------ |
| أنواليربيتون                   | أ. يونيكوس                     |                                |                                | "فقدت بريماكسيلا اليمنى معظم البارس البلاتيني والجزء الأقصى الجانبي من الفرس السني ، مع وجود صف أسنان محفوظ يحتوي على ثلاثة أسنان مكسورة وخمس فتحات أسنان" | البانربتونيد                   |                                |
| ايجروه                         | A. anoualensis                 |                                |                                | | ضفدع                           |                                |
| Aff. Enneabatrachus            | غير محدد                       |                                |                                | | ديسوجلوسيد الضفدع              |                                |
| Rubricacaecilia                | R. monbaroni                   |                                |                                | شبه كامل على اليمين ، كاذب كاذب أيسر جزئي ، مستطيل زائف أيمن جزئي ، حنكي جزئي ، أطلس ، فقرات ما بعد الجمجمة                                                | الجذعية الثعبانية              |                                |

### عظايا حرشفية
| عظايا حرشفية من تكوين قصر ميتليلي | عظايا حرشفية من تكوين قصر ميتليلي | عظايا حرشفية من تكوين قصر ميتليلي | عظايا حرشفية من تكوين قصر ميتليلي | عظايا حرشفية من تكوين قصر ميتليلي | عظايا حرشفية من تكوين قصر ميتليلي | عظايا حرشفية من تكوين قصر ميتليلي |
| جنس                               | محيط                              | موقع                              | الموقف الطبقي                     | وفرة                              | ملاحظات                           | الصور                             |
| --------------------------------- | --------------------------------- | --------------------------------- | --------------------------------- | --------------------------------- | --------------------------------- | --------------------------------- |
| باراماسيلودس                      | P. marocensis                     |                                   |                                   | غادر داتري مع 12 سن               | سحلية                             |                                   |
| Tarratosaurus                     | T. anoualensis                    |                                   |                                   |                                   | سحلية                             |                                   |
| تينجيتانا                         | T. anoualae                       |                                   |                                   |                                   | سفينودونتيد                       |                                   |
| منقاريات الرأس                    | غير محدد                          |                                   |                                   |                                   | متميز عن Tingitana                |                                   |

### الديناصورات
| ديناصورات تكوين القصر متليلي | ديناصورات تكوين القصر متليلي | ديناصورات تكوين القصر متليلي | ديناصورات تكوين القصر متليلي | ديناصورات تكوين القصر متليلي | ديناصورات تكوين القصر متليلي | ديناصورات تكوين القصر متليلي |
| جنس                          | محيط                         | موقع                         | الموقف الطبقي                | وفرة                         | ملاحظات                      | الصور                        |
| ---------------------------- | ---------------------------- | ---------------------------- | ---------------------------- | ---------------------------- | ---------------------------- | ---------------------------- |
| ثيروبودا                     | غير محدد                     |                              |                              | أسنان                        |                              |                              |
| شبيهات الخاطفات المخلبية     | غير محدد                     |                              |                              | أسنان                        |                              |                              |
| درومايوصوريات                | غير محدد                     |                              |                              | أسنان                        |                              |                              |
| أورنيثيشيا                   | غير محدد                     |                              |                              |                              |                              |                              |

### الثدييات
| ثدييات تكوين القصر المطلي | ثدييات تكوين القصر المطلي | ثدييات تكوين القصر المطلي | ثدييات تكوين القصر المطلي | ثدييات تكوين القصر المطلي | ثدييات تكوين القصر المطلي             | ثدييات تكوين القصر المطلي |
| جنس                       | محيط                      | موقع                      | الموقف الطبقي             | وفرة                      | ملاحظات                               | الصور                     |
| ------------------------- | ------------------------- | ------------------------- | ------------------------- | ------------------------- | ------------------------------------- | ------------------------- |
| Afriquiamus               | أ. نيسوفي                 |                           |                           |                           | بيراموريد                             |                           |
| أطلسودون                  | A. monbaroni              |                           |                           |                           | تيرييفورم                             |                           |
| دينيسودون                 | D. moroccensis            |                           |                           |                           | Haramiyidan                           |                           |
| دونودون                   | D. prescriptoris          |                           |                           |                           | دريوليستيدا                           |                           |
| ديسكريتودون               | الأمازيغية                | كم 1983                   |                           |                           | Eutriconodontan                       |                           |
| جوبيكونودون               | G. Palaios                | كم 1983                   |                           |                           | Eutriconodontan                       |                           |
| هانودون                   | H. taqueti                |                           |                           |                           | Haramiyidan                           |                           |
| هيبوميلوس                 | H. phelizoni، H. micros   |                           |                           |                           |                                       |                           |
| Ichthyoconodon            | I. jaworowskorum          |                           |                           |                           | فولاتيكثير                            |                           |
| كريبتوثيريوم              | K. polysphenos            |                           |                           |                           | Eutriconodonta                        |                           |
| Microderson               | M. laaroussii             |                           |                           |                           |                                       |                           |
| مينيموس                   | م. ريتشاردفوكسي           |                           |                           |                           |                                       |                           |
| بيراموس                   | غير محدد                  |                           |                           |                           |                                       |                           |
| هناك                      | T. الدهماني               |                           |                           |                           |                                       |                           |
| تريبوثيروم                | T. africanum              |                           |                           |                           |                                       |                           |
| Amphilestidae             | غير قاطع                  |                           |                           |                           |                                       |                           |
| Dryolestidae              | غير محدد                  |                           |                           |                           |                                       |                           |
| راجع سينودونتيا           | غير محدد                  | KM-B '                    |                           |                           | اثنان morphotypes ، non tritylodontid |                           |